# Kabupaten de Majalengka
Le kabupaten de Majalengka, en indonésien Kabupaten Majalengka, est un kabupaten d'Indonésie situé dans la province de Java occidental.

## Géographie
Le kabupaten de Majalengka est bordé :
- Au nord, par celui d'Indramayu,
- À l'est, par ceux de Cirebon et de Kuningan,
- Au sud, par ceux de Tasikmalaya et de Ciamis,
- À l'ouest, par celui de Sumedang.

La partie nord est constituée de plaines.
La partie sud est montagneuse. Dans l'est, à la limite avec le kabupaten de Kuningan, se dresse le volcan Ciremai (3 076 m) ; il est entouré du Parc national du Mont Ciremai.

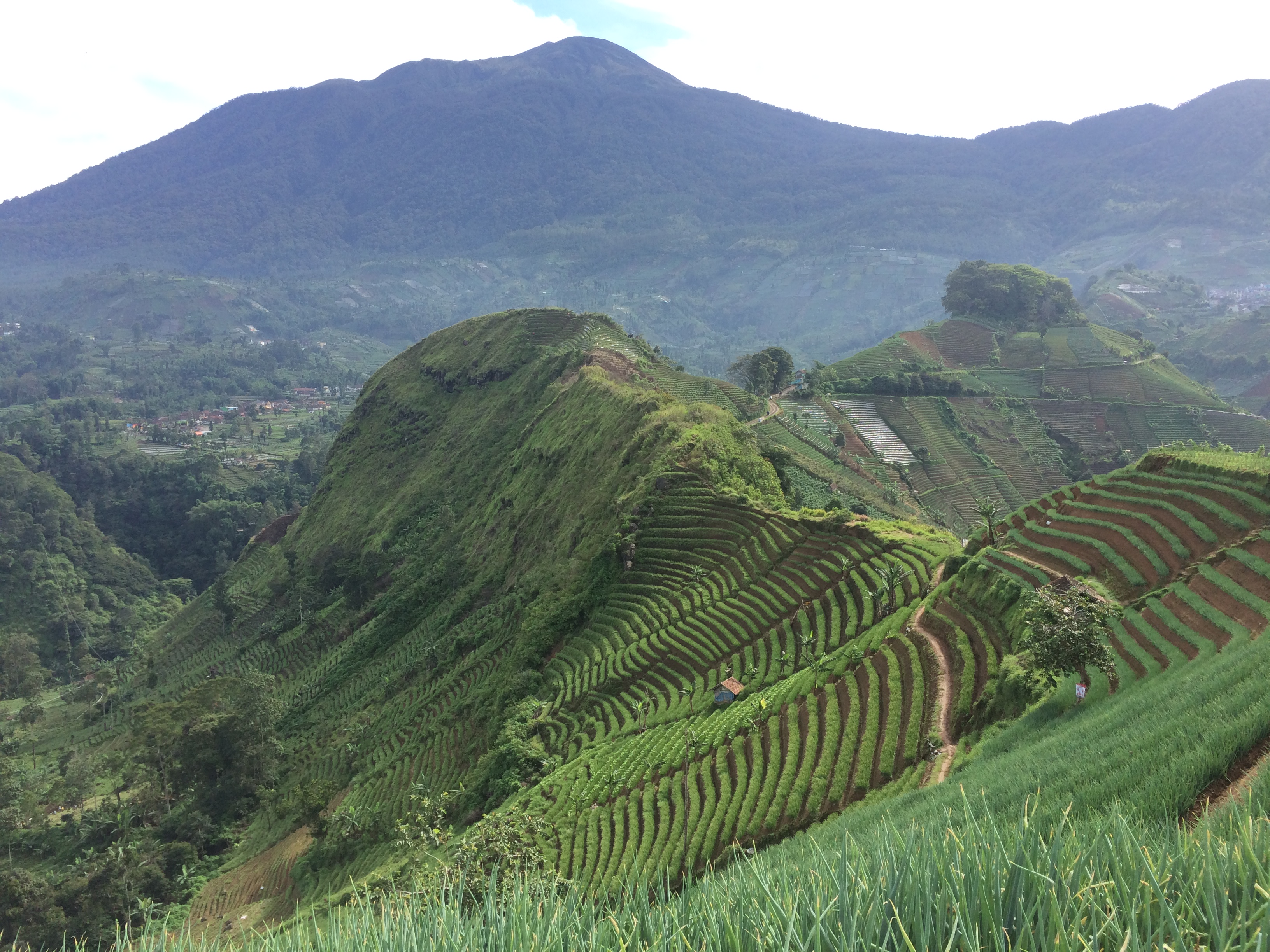
Champ de riz à Argapura

## Transport
Majalengka est située sur la route provinciale Cirebon-Sumedang-Bandung. Une autoroute est en cours de construction, qui reliera les mêmes villes.
Elle est également située sur une voie ferrée Cirebon-Palimanan-Kadipaten qui n'est plus exploitée.
En 2006, le gouvernement provincial a annoncé un projet de construction d'un aéroport international à  Kertajati. Sa date d'entrée en service est prévue pour mai 2018. L'aéroport remplacera notamment l'aéroport international Husein Sastranegara de Bandung, dont on ne peut allonger la piste car il est situé en pleine ville.
Kertajati doit également devenir un pôle d'activité destiné à être le moteur du développement de la partie orientale de la province.

## Bupatide l'époque coloniale
1. Raden Tumenggung Dendranegara 1819 - 1848
2. Raden Aria Adipati Kartadiningrat 1848 - 1857
3. R. A. A. Bahudenda 1857 - 1863
4. R. A. A. Supradningrat 1863 - 1883
5. R. A. A. Supriadipraja 1883 - 1885
6. Raden Mas Adipati Supraadiningrat 1885 - 1902
7. Raden Adipati Sastrabahu 1902 - 1922
8. R. M. A. Suriatanudibrata 1922 - 1944